# Arturo Rodas
Arturo Rodas (n. 3 martie 1954, Quito), este un compozitor ecuadorian.

## Compoziții
- Entropía, pentru orchestră
- Andino III, pentru flaut
- Arcaica , pentru orchestră
- Mordente,  pentru clarinet
- Clímax, pentru orchestra
- Ramificaciones Temporales, pentru clarinet
- Güilli Gu, pentru orchestră
- Fibris, pentru orchestră
- ¡ Oh ... !, pentru trompetă
- Melodías de Cámara, pentru orchestră de cameră
- ¡ Oh ... ! pentru pian
- Obstinado, pentru violoncel
- Obsesiva, pentru orchestră și muzică electronică
- Introitus, pentru orchestră și cor
- Kyrie, pentru orchestră și cor
- La,  pentru orchestră și cor
- A, B, C, D, pentru instrumente cu coarde
- Había una vez, pentru orchestră de cameră și cor
- Obstinado II, pentru violoncel
- Andino IV, pentru flaut
- Mordente II, pentru clarinet
- Full Moon Business, pentru orchestră de cameră
- 24.5 Preludios, pentru pian
- Bailecito, muzică electronică
- El llanto del disco duro, muzică electronică
- Buñuelos, pentru trompetă
- Mandolínico, pentru mandolină
- Laúdico,  pentru lăută
- Il était une fois,  pentru cor
- sol-fa-mi-re-e-do-o-la, pentru cor
- Pan Comido,  pentru pian și muzică electronică
- Fermez les yeux svp,  pentru muzică electronică și film
- Life Class, 2005  pentru muzică electronică și film
- Organillo, pentru orgă
- The Walk, pentru soprană, muzică electronică și film
- Reflejos en la Noche, pentru pian
- Anónimo, pentru flaut, corn englez, clarinet și fagot
- Papeleo sin fin, pentru contratenor
- Fuga Atonal I, entru oboi d’amore și pian
- Fuga Atonal II, pentru orchestră de coarde